# Podumble
Podumble (lit. Padumblys) – wieś na Litwie, w okręgu uciańskim, w rejonie ignalińskim, w gminie Łyngmiany.

## Historia
W czasach zaborów dwa zaścianki w gminie Łyngmiany, w powiecie święciańskim, w guberni wileńskiej Imperium Rosyjskiego. W 1866 roku Podumble 1 miało 17 mieszkańców w 2 domach; Podumble 2 miało 14 mieszkańców w 1 domu. W 1905 roku zaścianek Podumble 1 liczył 35 mieszkańców, 58 dziesięcin; Podumble 2 liczył 24 mieszkańców, 41 dziesięcin.
W dwudziestoleciu międzywojennym wieś leżała w Polsce, w województwie wileńskim, w powiecie święciańskim, w gminie Kołtyniany.
W 1931 w 4 domach zamieszkiwało 16 osób.
Od 1945 roku w Litewskiej Socjalistycznej Republice Radzieckiej.
Od 1990 na niepodległej Litwie.